# Боряна (Кобарід)
Боряна (словен. Borjana) — поселення в общині Кобарід, Регіон Горишка, Словенія. Висота над рівнем моря: 431,5 м.